# Slicker Than Your Average
Slicker Than Your Average – drugi album piosenkarza R&B Craiga Davida. Nagrany w wytwórni Atlantic Records, a wydany 11 listopada 2002 roku.

## Lista utworów
1. "Slicker Than Your Average"
2. "What’s Your Flava?"
3. "Fast Cars"
4. "Hidden Agenda"
5. "Eenie Meenie" (feat. Messiah Bolical)
6. "You Don’t Miss Your Water (’Til the Well Runs Dry)"
7. "Rise & Fall" (feat. Sting)
8. "Personal"
9. "Hands Up in the Air"
10. "2 Steps Back"
11. "Spanish" (feat. Duke One)
12. "What’s Changed"
13. "World Filled with Love"